# Aperturproblem

Das Aperturproblem. Wenn nur ein Ausschnitt eines bewegten Gitters zu sehen ist, kann man nicht entscheiden, ob dieses Gitter nach unten, nach rechts oder schräg nach unten rechts bewegt wird.

Als Aperturproblem wird in der Bildverarbeitung manchmal das Problem bezeichnet, die zweidimensionale Bewegungsrichtung eines Objekts parallel zur Bildebene zu bestimmen, wenn in dem betrachteten Ausschnitt des Objekts die Farb- oder Helligkeitsgradienten parallel sind. Dies bedeutet, dass die sichtbaren Kanten parallel sind und Punkte gleicher Farbe oder Helligkeit parallele Linien bilden. 
Wird ein solcher Bildausschnitt betrachtet, kann nur die Bewegungsrichtung senkrecht zu den Kanten oder Linien gleicher Farbe erkannt werden. Die Bewegung in Richtung einer Kante bewirkt keine Änderung des Bildausschnitts und kann nicht bestimmt werden. So können unterschiedliche Bewegungen eines Objekts zu gleichen Bildänderungen führen. Sind die Kanten in einem Bild nur in kleinen Bereichen parallel, kann eine Vergrößerung das Ausschnitts dazu führen, dass die Bewegungsrichtung vollständig bestimmt werden kann.